# Franc Močnik (matematik)
Vitez Franc plemeniti Močnik [fránc móčnik], slovenski matematik, pedagog in pisec matematičnih učbenikov, * 1. oktober 1814, Cerkno, † 30. november 1892, Gradec, (tedaj Avstro-Ogrska).

## Življenje in delo
Močnik je hodil v gimnazijo in licej v Ljubljani (1824–1832). Po končanem bogoslovju v Gorici (1836) je poučeval na tamkajšnji normalki in hkrati študiral filozofske vede na Univerzi v Gradcu, kjer je leta 1840 promoviral. Leta 1846 je postal profesor elementarne matematike na tehniški akademiji v Lvovu, leta 1849 na univerzi v Olomoucu. Od leta 1851 je bil šolski uradnik (1869 do 1871 deželni šolski nadzornik za Štajersko). 
Prizadeval si je za izobraževanje učiteljev, ustanavljanje novih šol ter za izboljšanje gmotnega položaja šolstva in učiteljev na Kranjskem in Štajerskem. Dosegel je uvedbo več ur slovenskega pouka v tedanjih pretežno nemških ljudskih šolah. 
V letu 1871 je bil z redom železne krone 3. stopnje imenovan za viteza Fr. Jožefovega reda. Najbolj se je uveljavil kot pisec matematičnih učbenikov za osnovne in glavne šole ter za gimnazije, realke in učiteljišča ter kot metodik pouka matematike. Prva knjiga (o metodiki) je izšla v Ljubljani leta 1840, Lehre von den vier Rechnungsarten, aus deren Begriffe und dem Wesen unseres Zahlensystems entwickelt. Pozneje je sestavil
večje število računic za ljudske šole: Anleitung zum Kopfrechnen für die erste Klasse der Stadt- und Landschulen} (Dunaj 1846), nekaj metodičnih knjig za učitelje: Methodik des Zifferrechnens in angenessener Verbindung mit dem Kopfrechnen} (Dunaj 1856), za 3. in 4. razred), več učbenikov aritmetike, algebre in geometrije za nižje in višje razrede gimnazij in realk: Lehrbuch der Arrithmetik; Lehrbuch der Algebra; Lehrbuch der Geometrie (vse Dunaj 1850), posebne učbenike za moška in ženska učiteljišča ter nekaj priročnikov in logaritemskih tabel. Napisal je več kot 70 različnih šolskih knjig, veliko so jih za njim predelali drugi avtorji.
Pisal je v nemškem jeziku, njegova dela so bila prevedena v slovenski jezik (25) in še v 12 drugih jezikov; vseh izdaj je približno 1200, od tega približno 730 izdaj izvirnih del v nemščini in 150 v slovenščini. Učbeniki so se uporabljali v vsej avstro-ogrski monarhiji in zunaj nje. Učne knjige odlikujejo razumljiva metoda, jasna predstavitev snovi in praktična uporabnost.